# GPNVG-18全景式夜視儀
GPNVG-18（英語：Ground Panoramic Night Vision Goggle，意為“陸用全景夜視鏡”）是由L-3勇士系統（今L3Harris公司）下屬的子公司EOTECH所研製及生產的4筒式全景夜視儀。

## 特點

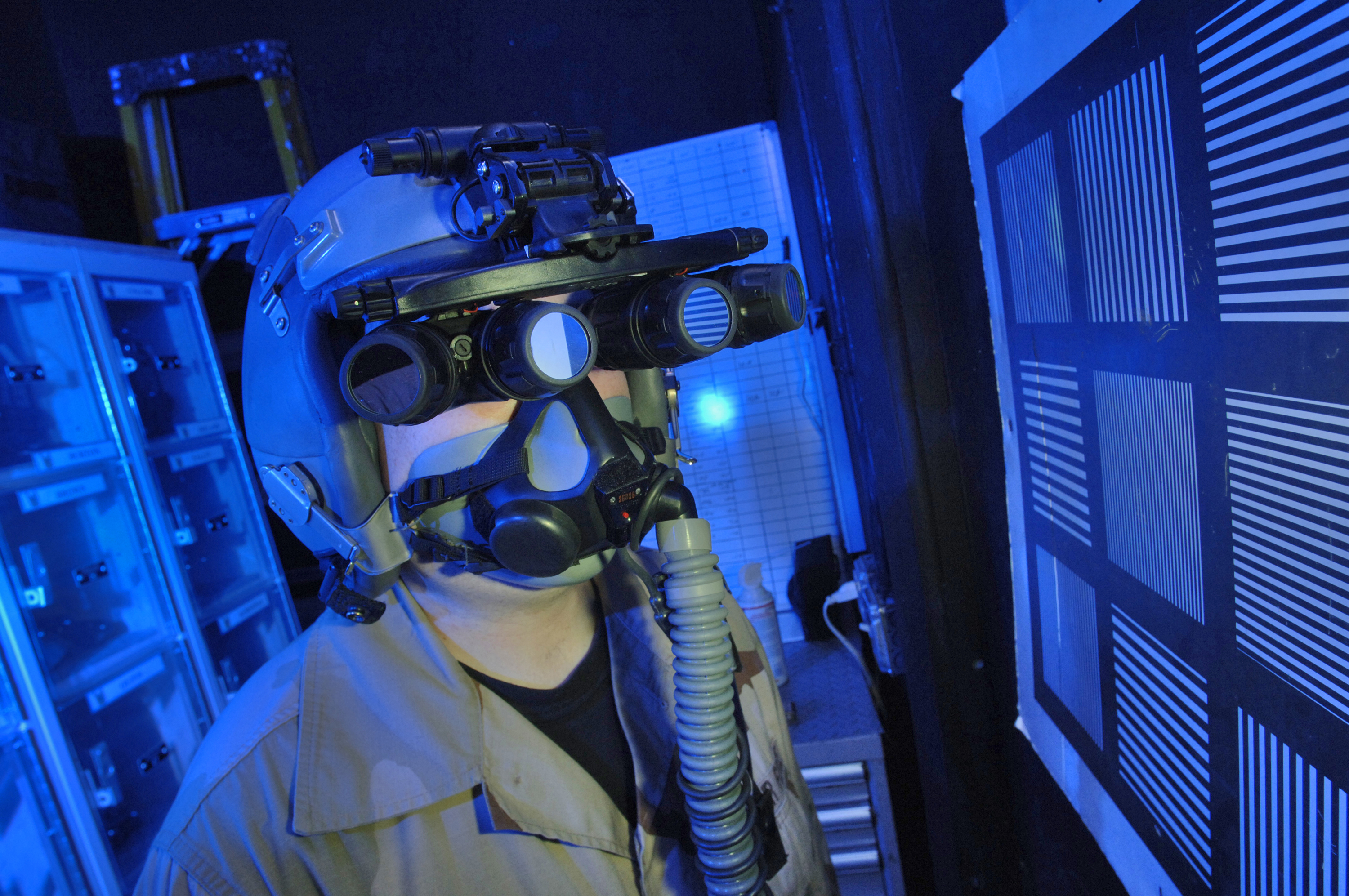
美國空軍於2006年測試的全景式夜視儀AN/VIS-10。

四筒式全景夜視儀原本是美國空軍有限地使用的一種特殊裝備，目的是為了輔助駕駛空中載具的人員在黑暗的環境下飛行。早於2000年代，部份美軍特種作戰部隊嘗試將AN/VIS-10空用全景夜視儀用於地面作戰。這促使了L-3勇士系統推出一款陸上専用的全景夜視儀，其成果就是GPNVG。
與一般單兵夜視儀相比，GPNVG克服了視角狹窄的問題，讓使用者可享有97度 (±0.2°) 的水平視角及40度（±0.2°) 的垂直視角，以能夠更有效地在對一般戰鬥人員不利的環境下適別大範圍的目標，同時為了適應在地上使用而設計得比以往的空軍用全景夜視儀更加堅固。GPNVG重約27盎司（0.77），以安裝在外掛式電池盒的4枚CR123A電池驅動，可持續使用30小時。
該夜視儀是以安裝在戰術頭盔上使用為前提下設計，它具備4根第3代18毫米MX-10160影像增強管 (这就是它被称为GPNVG-18的原因)。位於中央的兩根增強管與普通夜視儀的效果相若，而添加在左右側的管子則提供與中心影像外邊緣類似的偏移景像。在本質上就像透過兩個並排的雙筒式望遠鏡獲得前所未有的97度整體視野，令佩戴者可在近身距離作戰下更快速和安全地掃蕩位於死角位的敵人。
GPNVG是目前最先進的單兵夜視儀之一，但同時價格也相當昂貴（每個約售40,000美元），而且只供應給美國軍方及執法機關（不過仍有少量在eBay等購物網站出售），以至美國的盟友國家使用。而美軍內部目前亦只有聯合特種作戰司令部所屬的特種作戰部隊使用該款夜視儀。2021年，TNVC開始商業銷售民用版GPNVG。
中華人民共和國和俄羅斯等國家也以GPNVG為基礎開發了自己的四筒式全景夜視儀。

## 產品規格
- 尺寸：5.625″（長度）× 8.50″（闊度）× 3.75″（高度）
- 重量：27盎司（0.77）
- 電池：4枚3伏特CR123A電池（外掛式電池倉）
- 電池壽命：約30小時
- 浸沉性：每2小時1米
- 增強管版本：第3代
- 增強管類型：4根18毫米MX-10160
- 解析度：最小64線對／毫米
- 選通：自動
- 捕獲：自動
- 膠卷：具備膠卷
- 倍率：1倍
- 視角：97°
- 屈光度：+0.5至-2.5
- 聚焦：18″至無限

## 使用者
- - 澳洲國防軍
    - 特種作戰司令部
      - 澳洲陸軍空降特勤團
      - 澳洲陸軍第2突擊團
- 比利时
  - 比利時地面部隊（英语：Belgian Land Component）
    - 特種作戰團（英语：Special Operations Regiment (Belgium)）
      - 特種部隊群
- 加拿大
  - 加拿大軍隊
    - 加拿大特種作戰部隊司令部
      - 第2聯合特遣部隊
- 中华人民共和国：採用未授權仿製版本PNVG-18。
  - 中國人民武裝警察部隊特戰隊
- 爱沙尼亚
  - 愛沙尼亞國防軍
    - 特種作戰部隊（英语：Estonian Special Operations Force）

  - 愛沙尼亞警察及邊防局（英语：Police and Border Guard Board）
    - K突擊隊（英语：K-Commando）
- 法國
  - 法國軍隊
    - 法國特種作戰司令部（英语：Special Operations Command (France)）
      - 法國陸軍第1海軍陸戰傘降團
      - 法國空軍第10空降突擊隊（英语：Air Parachute Commando No. 10）

  - 法國國家警察
    - 搜索、援助、干預、威懾
- 德国
  - 德國聯邦國防軍
    - 德國陸軍特種部隊司令部
    - 德國海軍特種部隊司令部（英语：Kommando Spezialkräfte Marine）

  - 德國聯邦警察
    - GSG 9

  - 德國邦警察（英语：Landespolizei）
    - 特別行動突擊隊

  - 德國聯邦海關（英语：Bundeszollverwaltung）
- 印度尼西亞
  - 印度尼西亞國民軍特種部隊
- 義大利
  - 義大利軍隊
    - 義大利特種部隊（英语：Italian Special Forces）
- 日本
  - 陸上自衛隊
    - 特殊作戰群
- - 大韓民國警察廳
    - 警察特攻隊

  - 大韓民國陸軍
    - 特戰司令部

  - 韓國軍事警察
    - 特別任務隊

  - 大韓民國海軍
    - 海軍特戰戰團

  - 大韓民國海軍陸戰隊
    - 搜索隊
- 立陶宛
  - 立陶宛軍隊
    - 特種作戰部隊（英语：Lithuanian Special Operations Forces）
- 荷蘭
  - 荷蘭皇家陸軍
    - 突擊隊軍團（英语：Korps Commandotroepen）

  - 荷蘭皇家海軍
    - 海上特種作戰部隊（英语：Netherlands Maritime Special Operations Forces）

  - 荷蘭警察部隊（英语：Law enforcement in the Netherlands）
    - 特別干預局（英语：Dienst Speciale Interventies）
- 波蘭
  - 波蘭軍隊
    - 特種軍司令部（英语：Polish Special Forces）
- 瑞士
  - 瑞士軍隊
    - 特種部隊司令部（英语：Special Forces Command (Switzerland)）
      - 憲兵特別支隊
      - 瑞士陸軍第10陸軍偵察分隊
- 土耳其
  - 土耳其軍隊特種部隊
- 乌克兰
  - 烏克蘭軍隊
    - 烏克蘭特種作戰部隊
- 英国
  - 英國軍隊
    - 英國特種部隊：主要用於測試及評估。
      - 英國皇家海軍舟艇特勤團

    - 英國皇家海軍陸戰隊
- 美国
  - 美國軍隊
    - 聯合特種作戰司令部
      - 美國陸軍第1特種部隊D作戰分遣隊
      - 美國海軍特種作戰開發群
      - 美國空軍第24特種戰術中隊（英语：24th Special Tactics Squadron）

  - 聯邦調查局
    - 特種武器和戰術部隊
    - 人質拯救隊

  - 部份州警察

## 流行文化
由於參與海神之矛行動的美國海軍特種作戰開發組使用了GPNVG，令該款夜視儀在軍事愛好者之間變得聞名起來，並有一些生存遊戲用品廠商生產了外型幾乎一致，但沒有實際功能的仿造道具或數碼夜視儀，以供生存遊戲玩家或軍事愛好者作重演活動之用。另外，GPNVG還出現在以下的影視作品和電子遊戲。

### 電影
- 2012年—《00:30凌晨密令》：由參與海神之矛行動的美國海軍特種作戰開發群幹員所使用，安裝在FAST頭盔上。

### 電視劇
- 《海豹六隊（英语：Six (TV series)）》：由美國海軍特種作戰開發群幹員所使用，安裝在FAST頭盔上。

### 電子遊戲
- 2012年—《榮譽勳章：鐵血悍將》：戰役模式中由馬科特遣隊所屬的美國海軍特種作戰開發群幹員所使用，安裝在FAST頭盔上。
- 2013年—《決勝時刻：魅影》：戰役模式中由美國精銳部隊“魅影”所使用。
- 2015年—：GPNVG-18全景式夜視儀於資料片《黑暗降臨》（Blackout）當中作為執法機關使用的夜视仪登場（罪犯則是AN/PVS-7B夜视仪，但遊戲中效果一樣）。
- 2017年—《逃離塔科夫》：作為一款可用的夜視儀登場。
- 2018年—《叛亂：沙漠風暴》：作為遊戲中的夜視儀登場。
- 2018年—《地面分隊》（Ground Branch）
- 2019年—《決勝時刻：現代戰爭》：遊戲中出現一款以GPNVG為原型的夜視儀，戰役模式中由英國陸軍特種空勤團所使用。在聯機模式的夜視遊戲模式中以玩家的基本裝備登場。使用該夜視儀時會無法使用瞄具作瞄準射擊，玩家角色並會把槍身橫放，以預設的紅外線作唯一瞄準方式進行射擊。另外遊戲開發商亦推出了這款仿GPNVG夜視儀的實物數碼夜視儀作為捆售包與遊戲捆售。
- 2021年—《嚴陣以待》：於1.0版本實裝，可由玩家角色所使用。
- 2022年—《決勝時刻：現代戰爭II 2022》：繼承自前作的夜視儀，戰役模式中由141特遣隊所使用。
- 2023年—《決勝時刻：現代戰爭III 2023》：繼承自前兩部作品的夜視儀，戰役模式中由141特遣隊所使用。